# Julius Jakobovits
Pour les articles homonymes, voir Jakobovits.
Julius (Joel) Jakobovits (né le 23 mars 1886 mars à Lackenbach, Autriche-Hongrie, aujourd'hui en Autriche et mort le 8 février 1947 à Londres, Royaume-Uni) est un rabbin orthodoxe allemand, ayant étudié au Séminaire rabbinique Hildesheimer de Berlin. Il est le rabbin de Königsberg, en province de Prusse-Orientale. Devant la montée du nazisme, en 1938, il doit se réfugier à Londres, où il devient un membre du Beth Din. Il est le père d'Immanuel Jakobovits, le grand-rabbin du Royaume-Uni.

## Biographie
Julius Jakobovits, est né le 23 mars à Lackenbach,, Autriche-Hongrie, aujourd'hui en Autriche.
Le père de Julius Jakobovits est Shlomo Jakobovits né en 1857 et mort en 1930. Sa mère est Amalia Milka Schwartz née le 12 décembre 1864 et morte en 1943.
Julius Jakobovits est marié avec Feiga (Paula) Wreschner née le 12 décembre 1857 dans l'arrondissement de Samter, (province de Posnanie), royaume de Prusse, aujourd'hui en Pologne et morte le 10 avril 1973 à Londres. Ils ont 7 enfants dont: Immanuel Jakobovits, Charlotte Frieda Jakobovits, épouse Schoenfeld George Jehuda Tovia Jakobovits, Joseph Jacobs (Jakobovits), Sulamit Jakobovits, épouse Rappaport et deux autres fils.

### Études
Julius Jakobovits étudie au Séminaire rabbinique Hildesheimer de Berlin, dont il sort diplômé rabbin.

### Königsberg
Il est le rabbin de Königsberg, en province de Prusse-Orientale. Devant la montée du nazisme, en 1938,  il doit se réfugier à Londres.

### Londres
À Londres, il fait partie du Beth Din.